# Audi S1
De Audi S1 is een model van Duitse autoproducent Audi, oorspronkelijk uit 2013. Het is de snellere 'S' variant van de Audi A1. De S staat voor sport. De auto wordt weleens verward met de Audi Sport Quattro S1, een rallyauto uit 1983. De Audi S1 heeft een weerstandscoëfficiënt van 0,34 om de luchtweerstand te beperken en het brandstofverbruik te optimaliseren.
De uitvoeringen bestaan uit drie- en vijfdeurs hatchback-varianten.

## Uiterlijk
De auto is gebaseerd op de normale Audi A1 na de facelift, maar heeft iets andere bumpers en koplampen. Dit is al sinds de introductie van de S1 in 2014, maar kwam pas in 2016 naar de normale A1. Andere kenmerken van de auto zijn de vier uitlaten, de achterspoiler, en de matte aluminiumkleurige spiegelkappen en grille.

## Technisch
De Audi S1 is op het Volkswagen Group A05-platform gebaseerd waar ook de vijfde generatie Volkswagen Polo op gebouwd is.
De auto maakt gebruik van een 2.0 liter viercilinderlijnmotor met turbo, de motor heeft directe benzine-inspuiting, TFSI. De motor levert 231 pk en 370 Nm. De motor heeft een opgegeven verbruik van 7 liter per 100 kilometer, een CO₂-uitstoot van 162g per km. Dezelfde motor vindt men ook in de Volkswagen Golf GTI (weliswaar met een ander vermogen), en in de Audi A3 een verder opgevoerde variant, met 69 pk en 10 newtonmeter extra. Met deze motor accelereert de S1 in 5,8 seconden van 0 tot 100 kilometer per uur. De topsnelheid van de auto is, zoals bij alle S- en RS-modellen van Audi, begrensd op 250 km/u.
De auto heeft vierwielaandrijving door middel van het Quattro-vierwielaandrijvingssysteem van Audi. De S1 is normaal voorwielaangedreven, alleen als de voorwielen grip dreigen te verliezen worden de achterwielen ingeschakeld met maximaal 50% van het motorvermogen. De achterwielophanging komt van de Audi A3. De auto wordt enkel geleverd met een handmatige versnellingsbak met zes versnellingen.

## Geleverde motoren
| Geleverde Benzine motoren | Geleverde Benzine motoren | Geleverde Benzine motoren | Geleverde Benzine motoren | Geleverde Benzine motoren | Geleverde Benzine motoren | Geleverde Benzine motoren | Geleverde Benzine motoren | Geleverde Benzine motoren | Geleverde Benzine motoren | Geleverde Benzine motoren | Geleverde Benzine motoren | Geleverde Benzine motoren | Geleverde Benzine motoren | Geleverde Benzine motoren | Geleverde Benzine motoren | Geleverde Benzine motoren | Geleverde Benzine motoren | Geleverde Benzine motoren | Geleverde Benzine motoren |
| Type                      | Motor                     | Motor                     | Motor                     | Motor                     | Motor                     | Motor                     | Vermogen                  | Koppel                    | Aandrijving               | Overbrenging              | Topsnelheid               | 0-100 km/u                | Verbruik                  | Emissie                   | Gewicht                   | Tankinhoud                | Actieradius               | Koffervolume              | Productie                 |
| Type                      | Cilinders                 | Kleppen                   | Inhoud                    | Boring                    | Slag                      | Compressie                | Vermogen                  | Koppel                    | Aandrijving               | Overbrenging              | Topsnelheid               | 0-100 km/u                | Verbruik                  | Emissie                   | Gewicht                   | Tankinhoud                | Actieradius               | Koffervolume              | Productie                 |
| ------------------------- | ------------------------- | ------------------------- | ------------------------- | ------------------------- | ------------------------- | ------------------------- | ------------------------- | ------------------------- | ------------------------- | ------------------------- | ------------------------- | ------------------------- | ------------------------- | ------------------------- | ------------------------- | ------------------------- | ------------------------- | ------------------------- | ------------------------- |
| 2.0 TFSI                  | 4-in-lijn                 | 16V                       | 1.984 cm³                 | 82,5 mm                   | 92,8 mm                   | 9.3:1                     | 170 kW 231 pk             | 370 Nm                    | Quattro                   | 6-bak                     | 250 km/u                  | 5,8 s                     | 7 l/100km                 | 162 g/km                  | 1315 kg                   | 45 L                      | 643 km                    | 210 L                     | dec-13 jun-18             |
| 2.0 TFSI                  | 4-in-lijn                 | 16V                       | 1.984 cm³                 | 82,5 mm                   | 92,8 mm                   | 9.3:1                     | 170 kW 231 pk             | 370 Nm                    | Quattro                   | 6-bak                     | 250 km/u                  | 5,9 s                     | 7,1 l/100km               | 166 g/km                  | 1340 kg                   | 45 L                      | 634 km                    | 210 L                     | dec-13 jun-18             |